# Bauroux
Le Bauroux est une montagne qui s'élève a 1 644 m d'altitude dans les Alpes-Maritimes à Séranon.

## Toponymie
Il s'agit vraisemblablement[réf. nécessaire] d'une tautologie puisque le mot baou ou bau désigne une colline, une montagne. On note en particulier le Baou-Roux à Bouc-Bel-Air.